# Eremobina fibulata
Eremobina fibulata är en fjärilsart som beskrevs av Morrison 1874. Eremobina fibulata ingår i släktet Eremobina och familjen nattflyn. Inga underarter finns listade i Catalogue of Life.